# Charles Burney

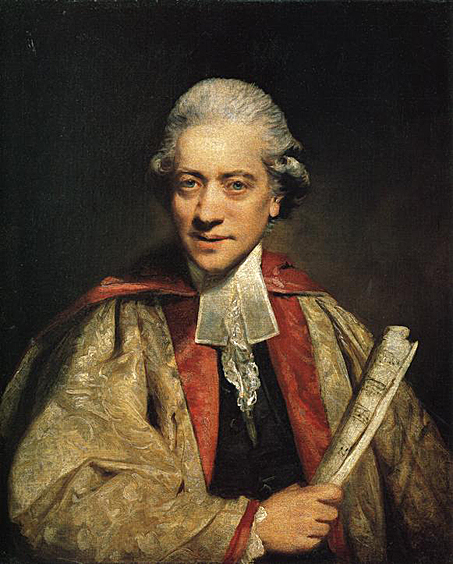
Charles Burney door Sir Joshua Reynolds in 1781

Charles Burney (Shrewsbury, 7 april 1726 – Londen, 12 april 1814) was een Engels muziekhistoricus, componist, muzikant en muziekleerkracht. Onder zijn kinderen bevonden zich de schrijfsters Sarah Burney en Frances Burney.

## Levensloop
Charles en zijn tweelingzus Susanna werden geboren in 1726 te Shrewbury, Engeland. Burney liep school aan de Shrewsbury School (1737-1739) en The King’s School (1739-1742). Muziekles kreeg hij van zijn broer James en van Thomas Arne. Bij deze laatste werd Burney leerjongen tot in 1749. Daarna ging hij in leer bij Fulke Greville, maar in mei 1749 werd Burneys leertijd bij Greville stopgezet zodat Burney kon trouwen met Esther Sleepe, zijn geliefde die een maand tevoren was bevallen van hun kind. Eens verlost van zijn verantwoordelijkheden jegens Arne en Greville nam Burneys reputatie als componist al snel een hoge vlucht in Londen. 
In 1751 werd Burney zwaar ziek en moest hij Londen verlaten ten voordele van het platteland. Hij vestigde zich in King’s Lynn en werd er organist bij de St. Margaret’s Church. De daaropvolgende negen jaar werd hij er muziekleerkracht voor de gegoede families in de buurt en werkte hij als impresario en muzikant bij lokale concerten. In 1760 keerde hij terug naar Londen, waar hij zich vestigde als succesvol muziekleraar. Twee jaar later overleed zijn eerste vrouw. 
In 1764 trok Burney voor het eerst naar Parijs waar hij zijn laatste theaterwerk produceerde en 1767 hertrouwde hij met Elisabeth Allen Burney, de weduwe van Burneys overleden vriend Stephen Allen. Sinds 1770 focuste Burney zich volledig op het neerschrijven van muziekgeschiedenis en reisde hij doorheen Frankrijk en Italië om zijn The Present State of Music in France and Italy te schrijven. Dit werk vormde het begin van zijn grote reputatie als muziekhistoricus die vandaag de dag nog steeds standhoudt. In 1772 ondernam hij een gelijkaardige reis doorheen de Lage Landen, Duitsland en Oostenrijk om zijn The Present State of Music in Germany, the Netherlands and the United Provinces te schrijven.
Na drie jaar hard werk werd het eerste volume van zijn General History of Music gepubliceerd in 1776, net op tijd om de uitgave van het gelijknamige werk van zijn rivaal John Hawkins voor te zijn. Het tweede volume van deze muziekgeschiedenis verscheen in 1782 en de laatste twee delen werkte hij in 1789 af. In 1801 ving Burney zijn laatste grote project aan, namelijk het voorzien van de Rees’s Cyclopaedia van muziekteksten.